# Yuanmousaurus jingyiensis
 Yuanmousaurus jingyiensis  es la única especie conocida del género extinto  Yuanmousaurus (“lagarto de Yuanmou”) de dinosaurio saurópodo eusaurópodo, que vivió mediados del período Jurásico, hace aproximadamente 165 millones de años, en el Calloviense, en lo que es hoy Asia.

## Descripción

Comparación de tamaños

Es conocido por restos incompleto, pero probablemente llegó a medir 17 metros delargo. Falta el cráneo, mientras que el cuello solo se conoce a partir de un fragmento de una vértebra cervical posterior. Este fragmento indica vértebras del cuello alargadas, similares a las de los saurópodos mamenquisáuridos, pero a diferencia de las vértebras del cuello mucho más cortas del Shunosaurus más basal. Del tronco y la cola se encontraron nueve vértebras dorsales, tres sacras y siete caudales. Si bien faltan las cinturas escapular y pélvica con la excepción de un ilion, las extremidades son más conocidas, incluidos el húmero, el cúbito, el radio , el fémur, la tibia y peroné, astrágalo y una garra de la pata trasera. Las extremidades anteriores eran proporcionalmente más largas que en el Shunosaurus de cuello corto, pero más cortas que en Omeisaurus la relación de longitud entre el húmero y el fémur era de 0,72, mientras que era de 0,56 en Shunosaurus y de 0,80 en Omeisaurus.

## Descubrimiento e investigación
Encontrado en la Formación Zhanghe, en el condado de Yuanmou, Provincia de Yunnan, China. La especie tipo se llama Yuanmousaurus jiangyiensis, fue descrita por Lu Junchang et al. y se encuentra relacionado con Chuanjiesaurus.
El único esqueleto, YMV 601, fue recuperado en mayo de 2000 en la aldea de Jiangyi en el condado de Yuanmou, provincia de Yunnan. La excavación fue dirigida por paleontólogos del Instituto Provincial de Reliquias Culturales y Arqueología de Yunnan, el Museo Yuanmou y el Museo Chuxiong. Hoy, los fósiles son parte de la colección del Museo Yuanmou. Lü Junchang y sus colegas los describieron como Yuanmousaurus jiangyiensis en 2006. El nombre hace referencia al condado de Yuanmou y al pueblo de Jiangyi, donde se encontraron los fósiles.

## Clasificación
Se considera que Yuanmousaurus es un miembro de Eusauropoda, que se encuentra fuera de Neosauropoda, que comprende todos los saurópodos más derivados. En su descripción de especie, Lü Junchang y sus colegas consideraron a Yuanmousaurus como un miembro de Euhelopodidae que estaba estrechamente relacionado con Patagosaurus, más basal que Euhelopus y más derivado que Omeisaurus. Euhelopodidae, sin embargo, es abandonado por muchos paleontólogos ya que la posición sistemática de Euhelopus en sí es controvertida. Un análisis más reciente de Toru Sekiya coloca a Yuanmousaurus dentro de Mamenchisauridae, junto con Mamenchisaurus , Tienshanosaurus y Chuanjiesaurus.